# Michaela von Neipperg
Michaela von Neipperg (* 9. September 1885 in Schwaigern, Schloss Schwaigern als Marie Anna von Neipperg; † 7. April 1957 in Konstanz) war eine deutsche Gräfin und Benediktinerin.

## Leben

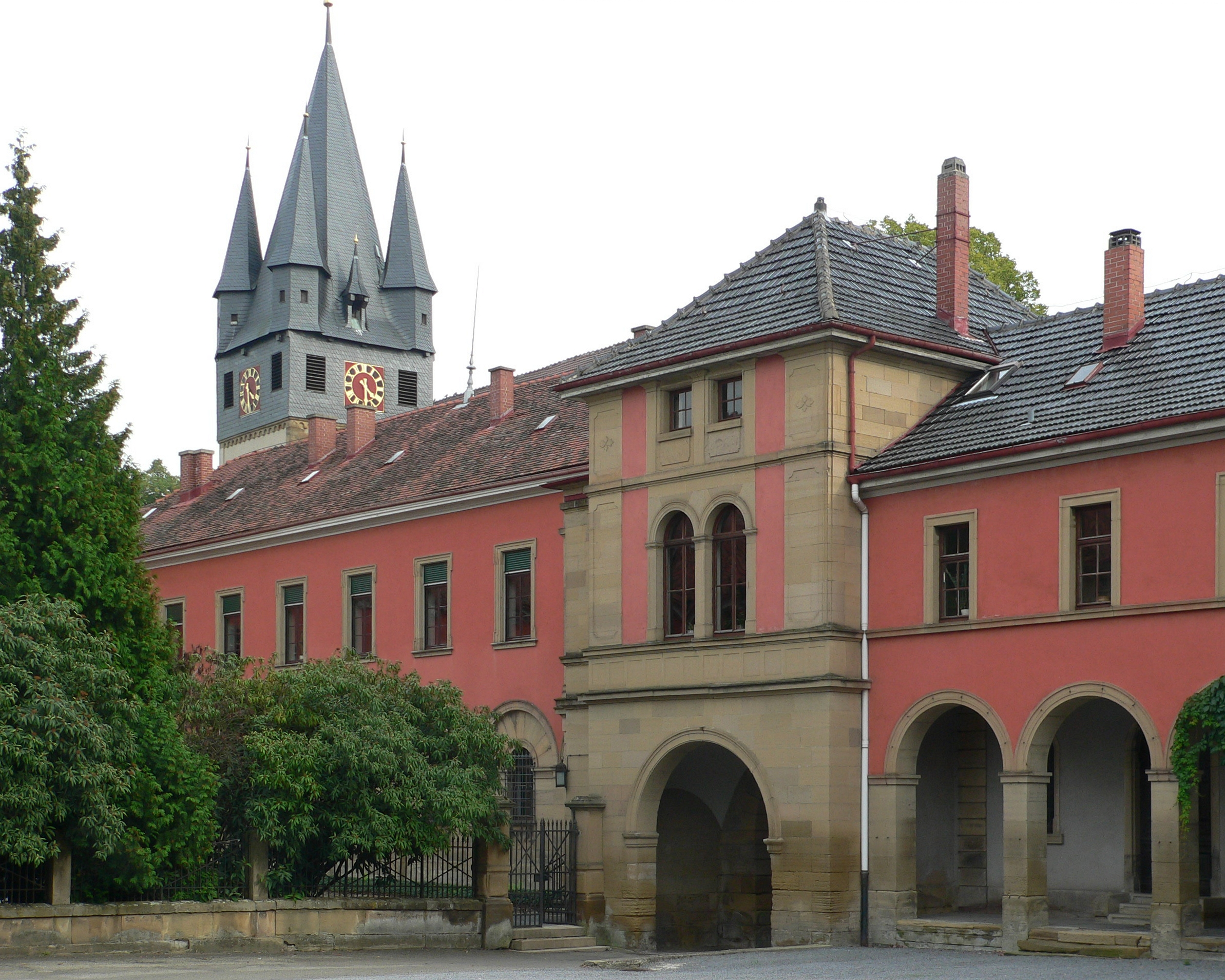
Schloss Schwaigern, Geburtsort der Schwester Michaela von Neipperg

Marie Anna von Neipperg, mit vollem Namen Marie Anna Bertha Rosa Eleonore Sarah Franziska Xaveria Josepha Huberta Felicitas Karoline Korbinia Gräfin von Neipperg, entstammte dem alten schwäbischen Adelsgeschlecht der Grafen von Neipperg und war die Tochter des Grafen Reinhard von Neipperg (1856–1919) sowie dessen Gattin Gabriela Gräfin von Waldstein-Wartenberg (1857–1948). Sie blieb ledig und trat als Nonne in das Kloster der Benediktinerinnen von der heiligen Lioba, zu Freiburg-Günterstal ein. Hier erhielt sie den Ordensnamen Michaela.
Von dort versetzte man sie nach Konstanz, an die städtische Frauenklinik, wo sie über viele Jahre hinweg, bis zu ihrem Tod, als Oberin der Ordensniederlassung wirkte.
Schwester Michaela von Neipperg war befreundet mit der inzwischen heiliggesprochenen jüdischen Konvertitin Edith Stein. Diese hielt sich zwischen 1930 und 1933 öfter im Benediktinerinnenkloster Günterstal auf. Es existiert mindestens eine persönliche Karte von Schwester Michaela von Neipperg an Edith Stein (1932), die auch in den Schriften über die Heilige publiziert wurde.
Der Bruder von Schwester Michaela, Adalbert von Neipperg (1890–1948), war ebenfalls Benediktiner und amtierte als Abt des Klosters Neuburg bei Heidelberg. Von den Nationalsozialisten verfolgt flüchtete er nach Jugoslawien und wurde 1948 als Gefangenenseelsorger von den Kommunisten ermordet. Er wird als Märtyrer verehrt, seine Seligsprechung ist beabsichtigt. Auch er stand mit Edith Stein in freundschaftlichem Kontakt.
Anton Ernst von Neipperg (1883–1947), ein weiterer Bruder der Ordensschwester, wurde Chef des Adelshauses von Neipperg und setzte den heute noch blühenden Familienstamm fort.